# Сукселайнен, Виено
Виено Сукселайнен (фин. Vieno Johannes (Jussi) Sukselainen; 12 октября 1906, Паймио, Великое княжество Финляндское — 6 апреля 1995, Лохья, Финляндия) — финский политический деятель, премьер-министр Финляндии в 1957, 1959—1961 годах, четыре раза избирался спикером парламента Финляндии.

## Биография
Получил высшее социологическое образование. В 1938 году защитил докторскую диссертацию в области социальных наук.
Был многолетним депутатом финского парламента (1948—1970 и 1972—1979). В 1945—1964 гг. был председателем Крестьянского союза. На этом посту провел реформу партийного управления, увеличив роль женщин и молодёжи.
- 1950—1951 и май-октябрь 1954 г. — министр финансов,
- 1951—1953 гг. — министр внутренних дел,
- май-ноябрь 1957 и 1959—1961 гг. — премьер-министр Финляндии,
- май-июнь 1961 гг. — министр иностранных дел Финляндии,
- 1954—1971 гг. — генеральный директор Института социального страхования,
- 1969—1978 гг. — канцлер Университета Тампере,
- 1956—1957, 1958—1959, 1968—1970, 1972—1975 гг. — председатель парламента Финляндии.

В 1961 году Апелляционный суд Хельсинки вынес политику обвинительный приговор по поводу злоупотреблений на посту генерального директора Института социального страхования, что привело к его отставке с должности премьер-министра. Впоследствии этот вердикт был отменён Верховным судом.
1. ↑  BiographySampo